# رادار AN-117
AN / FPS-117 هو رادار بحث جوي ثلاثي الأبعاد أنتجته شركة GE Aerospace (الآن لوكهيد مارتن) في عام 1980.
أدى تنفيذ نظام التحذير الشمالي إلى انخفاض في الإنفاق على العمليات والصيانة بنسبة تصل إلى 50٪ مقارنةً بالأنظمة السابقة. ونظراً إلى المواقع الشمالية لهذه الرادارات ، فإن خاصية انتشار الموجات الراديوية في مدى التردد MHz 1400-1415 أكثر أهمية بالنسبة لمتطلبات كشف الأهداف. كما يقوم سلاح الجو وقوات الطيران الفيدرالية بتشغيل عدد محدود من رادارات AN / FPS-117 داخل الولايات المتحدة.
يستطيع الرادار AN / FPS-117 التنقل بين 18 قناة بحثية في النطاق MHz 1400-1415 بشكل عشوائي.

## المشغلين
- أستراليا
- بلجيكا
- البرازيل
- كرواتيا
- كندا - يستخدم في نظام التحذير الشمالي
- الدنمارك
- إستونيا - المستخدمة في شبكة مراقبة الهواء البلطيقية
- ألمانيا
- أيسلندا
- أندونيسيا
- العراق
- إيطاليا
- الأردن
- الكويت
- لاتفيا - تستخدم في شبكة مراقبة الهواء البلطيقية
- ليتوانيا - تستخدم في شبكة مراقبة الهواء البلطيقية
- باكستان
- رومانيا
- السعودية [3]
- كوريا الجنوبية - استخدمت في جزيرة Ulleungdo للدفاع عن Liancourt Rocks من نزاع إقليمي مع اليابان ، وحول المنطقة الكورية المنزوعة السلاح.
- سنغافورة - جمهورية سنغافورة للقوات الجوية
- تايوان
- تايلاند
- اليونان
- المملكة المتحدة
- الولايات المتحدة - تستخدم في نظام الإنذار الشمالي